# Krombach (Overath)

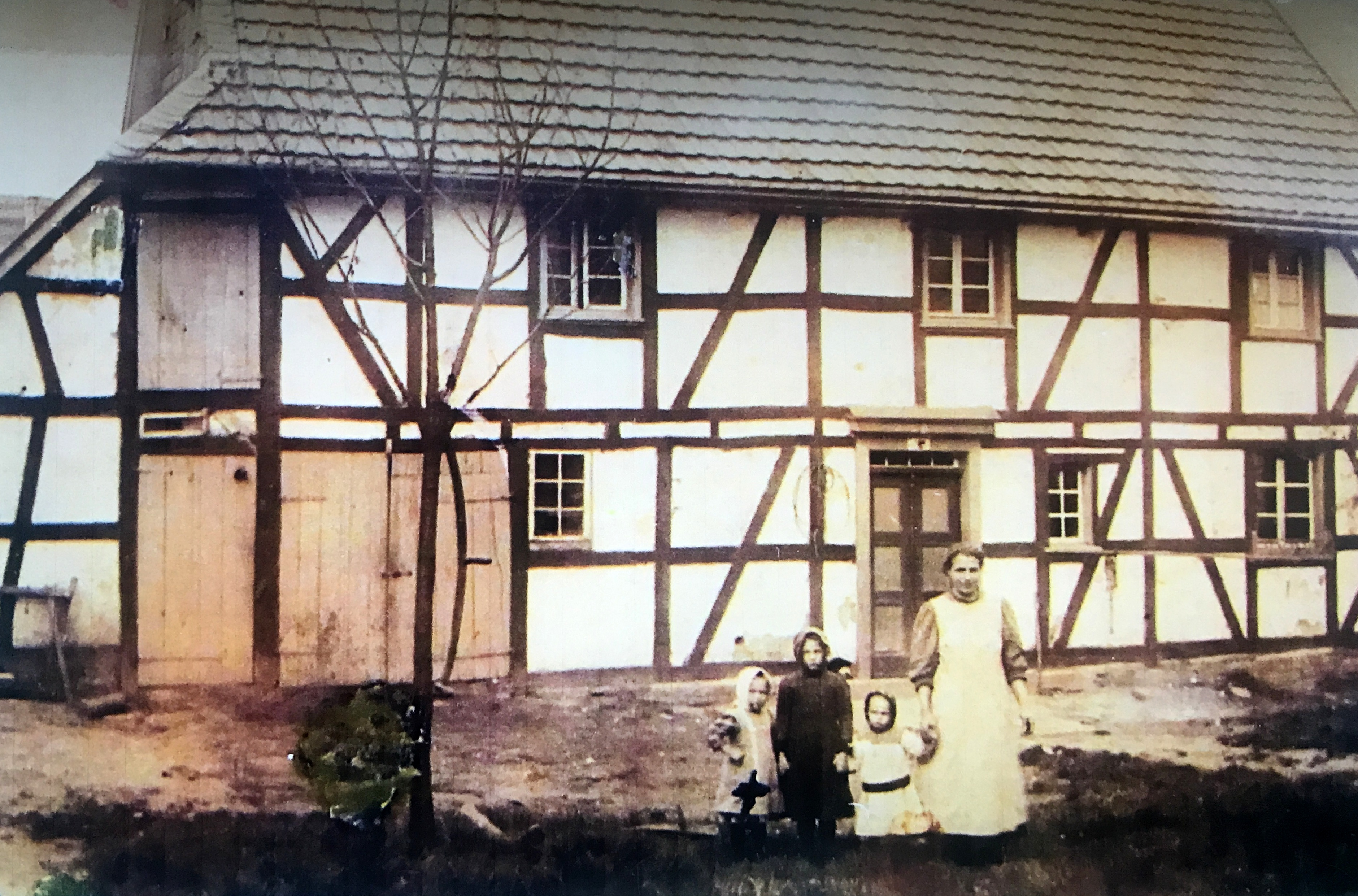
Gut Krombach 1917 mit Teilen der damaligen Besitzer der Familie Schwamborn

Krombach ist ein Ortsteil von Vilkerath in der Stadt Overath im Rheinisch-Bergischen Kreis in Nordrhein-Westfalen, Deutschland.

## Lage und Beschreibung
Krombach, ein relativ kleiner Ortsteil im Aggertal, ist ein gemischtes Wohn- und Gewerbegebiet, das mit dem Zentrum von Vilkerath zu einem geschlossenen Siedlungsgebiet zusammenwächst. Krombach ist über die Bundesstraße 55 erreichbar (die hier Kölner Straße heißt) und die Straße Am Aggerberg. Naheliegende Orte sind Aggerhof, Rott und Klef.

## Geschichte
Die Topographia Ducatus Montani des Erich Philipp Ploennies, Blatt Amt Steinbach, belegt, dass der Wohnplatz bereits 1715 drei Hofstellen besaß, die als Krümbach beschriftet sind. Carl Friedrich von Wiebeking benennt die Hofschaft auf seiner Charte des Herzogthums Berg 1789 als Krumbach. Aus ihr geht hervor, dass der Ort zu dieser Zeit Teil der Honschaft Vilkerath im Kirchspiel Overath war. Gut Krombach wurde auf den Grundmauern des 1713 abgebrannten, neuzeitlichen Vorgängerhofes im Jahre 1720 errichtet, dessen Keller heute noch als historischer Gewölbekeller erhalten ist. Auf das Feuer weist auch das älteste erhaltene Wegkreuz (Marterl) des Kreises an der rechten Grundstücksgrenze stehend hin.
Gut Krombach zeigt ländlichen Spätbarock an einem traditionellen Fachwerkbau. Eine verzierte, rautierte Dachumrandung, das typische Fachwerkbild seiner Zeit und frühe Kölner Decken in den Bauernstuben runden den Bau zeitgemäß für das frühe 18. Jahrhundert ab. Inzwischen wurde das Anwesen nach Denkmalschutzvorgaben fachmännisch restauriert und um einen historischen Bauerngarten ergänzt.
Der Ort ist auf der Topographischen Aufnahme der Rheinlande von 1817 als Krombach verzeichnet. Die Preußische Uraufnahme von 1845 zeigt den Wohnplatz ebenfalls unter dem Namen Krombach. Ab der Preußischen Neuaufnahme von 1892 ist der Ort auf Messtischblättern regelmäßig als Krombach verzeichnet.

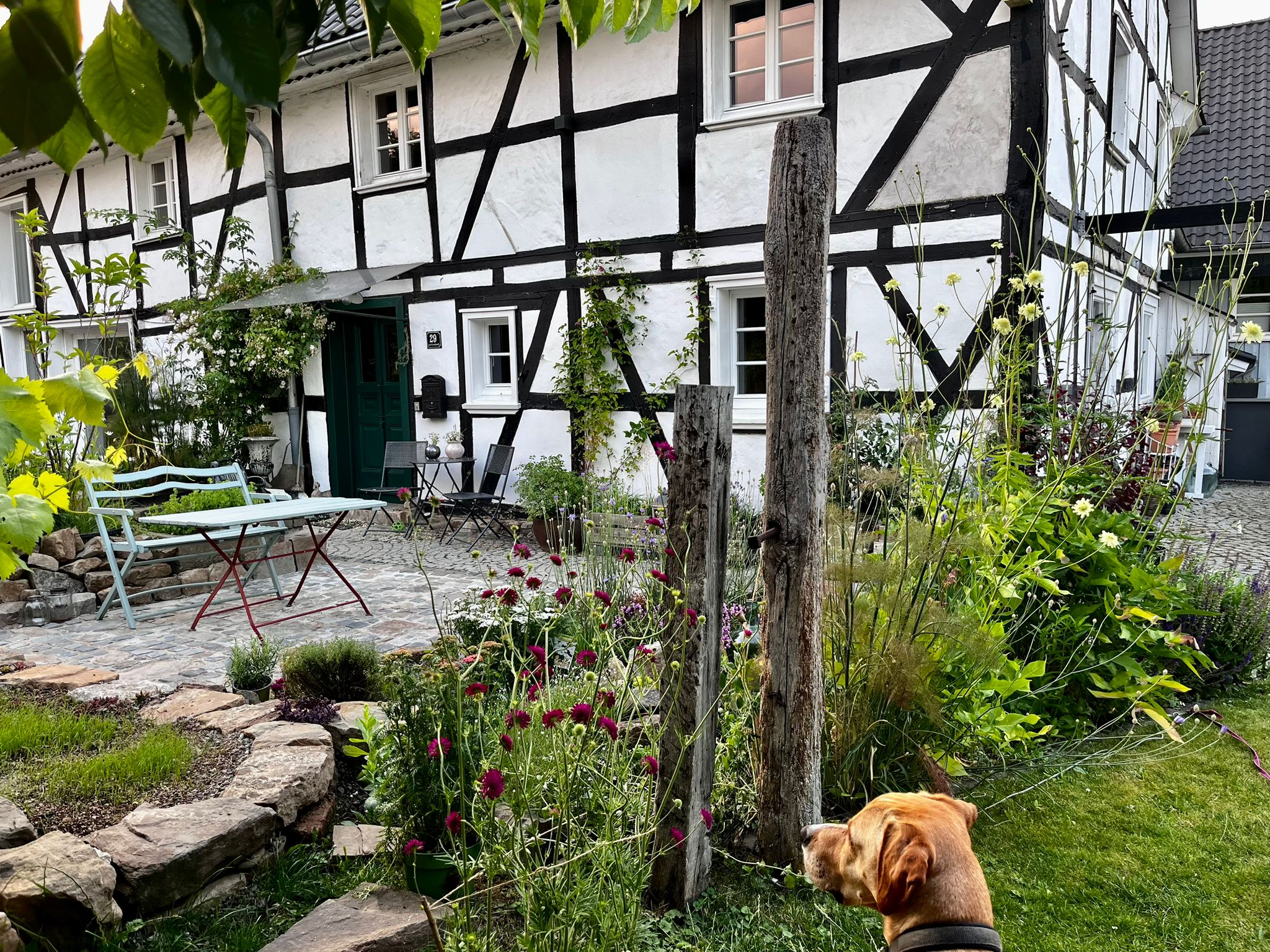
Gut Krombach 2023 mit Teilen des rekonstruierten historischen Bauerngartens

1822 lebten 49 Menschen im als Hof kategorisierten Ort, der nach dem Zusammenbruch der napoleonischen Administration und deren Ablösung zur Bürgermeisterei Overath im Kreis Mülheim am Rhein gehörte. Für das Jahr 1830 werden für den als Krombach bezeichneten Ort 59 Einwohner angegeben. Der 1845 laut der Uebersicht des Regierungs-Bezirks Cöln als Weiler kategorisierte Ort besaß zu dieser Zeit sechs Wohngebäude mit 35 Einwohnern, alle katholischen Bekenntnisses.

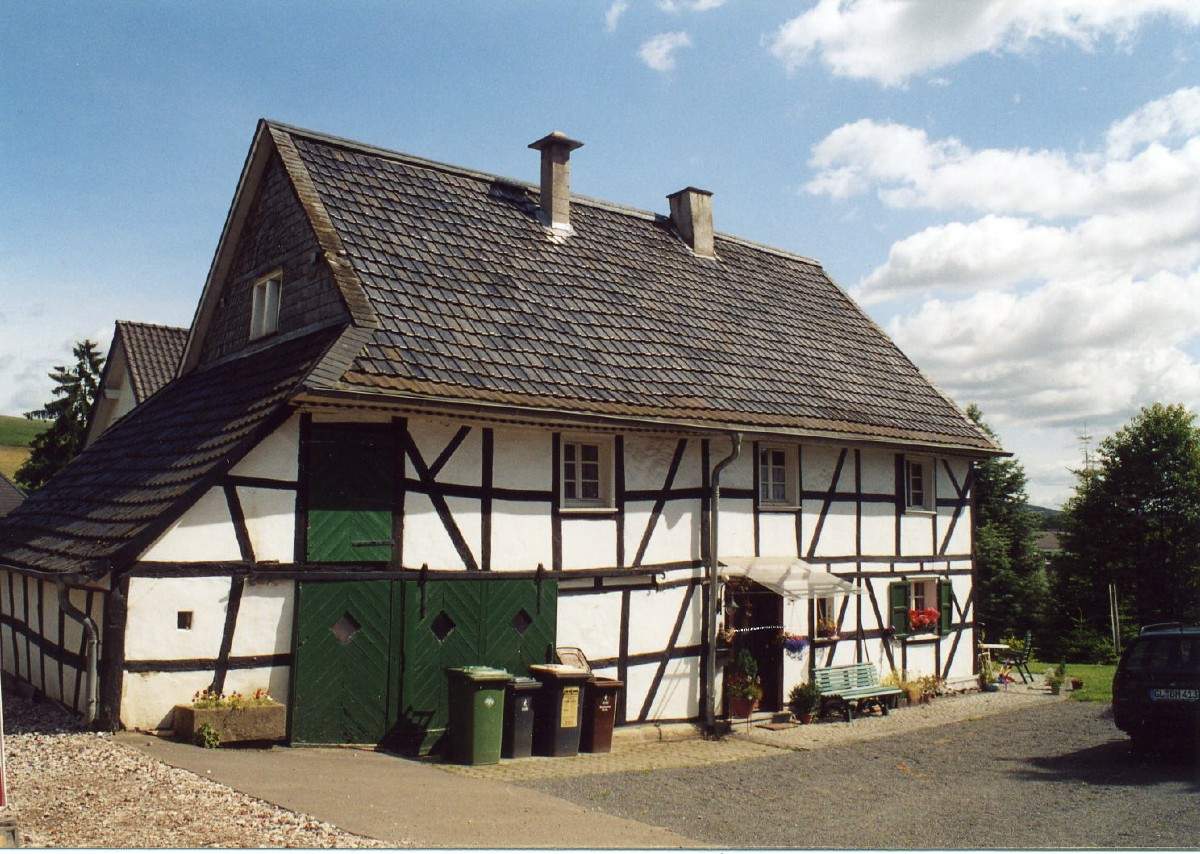
Gut Krombach 1985

Die Liste Einwohner und Viehstand von 1948 zählt in Crombach 31 Bewohner, darunter die Ackerer Peter Müller, Ludwig Perder, Wilhelm Roth (Wittib), Wilhelm Schewa und Peter Schlitten. Bei Wilhelm Keppeler (Wittib) findet sich der Vermerk arm und bei dem 16-jährigen Johann Perder ohne Beruf.
Die Gemeinde- und Gutbezirksstatistik der Rheinprovinz führt Crombach 1871 mit drei Wohnhäusern und 28 Einwohnern auf. Im Gemeindelexikon für die Provinz Rheinland von 1888 werden für Krombach drei Wohnhäuser mit 18 Einwohnern angegeben. 1895 besitzt der Ort drei Wohnhäuser mit 13 Einwohnern, 1905 werden zwei Wohnhäuser und 13 Einwohner angegeben.